# Кузнецова (Свердловская область)
Кузнецова — деревня в Гаринском городском округе Свердловской области России. Автомобильное сообщение отсутствует.

## Географическое положение
Деревня Кузнецова муниципального образования «Гаринский городской округ» расположена в 68 километрах к востоку-юго-востоку от посёлка Гари, на правом берегу реки Тавда, в устье правого притока реки Кузнецовка. Автомобильное сообщение с деревней отсутствует, а водное сообщение проходит по реке Тавда. В окрестностях деревни, на правом берегу реки Тавда располагается ботанический природный памятник — припоселковый кедровник Василисина Роща.

## Население
| 2002 | 2010 | 2021 |
| ---- | ---- | ---- |
| 34   | ↘4   | ↘2   |